# Ford Edge
O Ford Edge é um SUV crossover de tamanho D fabricado pela Ford. Foi apresentado oficialmente no Salão Automóvel de Detroit de 2006 e lançado em dezembro do mesmo ano. Ele usa a mesma plataforma do Mazda 6, Ford Fusion, Mercury Milan, Lincoln MKZ, Lincoln MKX e Mazda CX-9.
O Edge é produzido em Oakville, Canadá. Seus principais concorrentes são o Chevrolet Equinox, Hyundai Santa Fe, Kia Sorento, Mazda CX-7.
O único motor é um V6 a gasolina, 3.5 litros, com potência máxima de 289 cavalos. Ele é oferecido com câmbio automático de seis velocidades e tração dianteira ou nas quatro rodas.
As vendas do Ford Edge no os EUA têm aumentado desde o seu lançamento, superando todos a outra metade dos grandes SUVs de janeiro a junho de 2007, com mais de 58.000 unidades vendidas.

## Galeria
- Primeira geração (2006-2014)
- Segunda geração (2015-presente)